# Jeandelize
Jeandelize é uma comuna francesa na região administrativa de Grande Leste, no departamento de Meurthe-et-Moselle. Estende-se por uma área de 6,75 km². Em 2010 a comuna tinha 375 habitantes (densidade: 55,6 hab./km²).